# Daniel Mestre
Daniel Mestre i Dalmau (nacido en Igualada, provincia de Barcelona, el 22 de mayo de 1973) es un director de orquesta y de coro español.

## Biografía

### Formación
Daniel Mestre inició sus estudios musicales en su ciudad natal, continuando posteriormente su formación en la Escolania de Montserrat y en los conservatorios de Badalona y Barcelona. Realizó estudios de Violín y Piano, así como de Canto y de Música de cámara. En el ámbito directorial, se formó en dirección de coro con Pierre Cao y Lászlo Heltay, y en dirección de orquesta con Antoni Ros-Marbà. Paralelamente, obtuvo la licenciatura en Historia del arte por la Universidad Autónoma de Barcelona.
El 1997 se trasladó a Viena, donde llevó a cabo los estudios de dirección en la Musik und Kunst Privatuniversität der Stadt Wien, de la mano de los profesores Reinhard Schwarz y Georg Mark. Se graduó con las más altas calificaciones, dirigiendo la Orquesta Sinfónica de Bratislava en el Konzerthaus de Viena.

### Trayectoria
En la capital austríaca, Mestre ha estado al frente de varias formaciones corales e instrumentales y ha sido integrante del Arnold Schoenberg Chor, con el que ha colaborado asimismo como asistente de dirección en varias producciones. Ha sido invitado a dirigir formaciones como los European Youth Singers en Praga o la Camerata Musica Wien en Austria. Además, fundó la Camerata Gaudí, con la que ha ofrecido conciertos en diversos ciclos musicales por toda la geografía catalana.
En 2002, Mestre se instaló en Sudáfrica, donde asumió la dirección del Coro de Ópera de Ciudad del Cabo. En este país, debutó como director de ópera con La Traviata de Giuseppe Verdi y condujo diversos conciertos sinfónicos, liderando la Orquesta Filarmónica de Ciudad del Cabo. Asimismo, destaca su participación como asistente de dirección en la histórica producción de Fidelio de Beethoven en la prisión de Robben Island —donde estuvo detenido Nelson Mandela— y fue invitado a formar parte del jurado de varios concursos corales en importantes ciudades sudafricanas.
En la temporada 2004/2005, Mestre colaboró como director asistente en la producción de distintas óperas en el Gran Teatro del Liceo de Barcelona. Desde 2005 es profesor de Música de cámara en el Conservatorio Superior de Música del Liceo, dirigiendo con frecuencia las diversas formaciones corales y orquestales integradas en esta institución. Además, es el director musical de la Joven Compañía de Ópera del Liceo, realizando producciones operísticas de múltiples compositores.
Ha sido director titular del Coro de Cámara Foro Vocal, así como de la Jove Orquestra Simfònica Gèrminans (entre los años 2004 y 2006). Además, ha sido director asistente del Coro de Cámara del Palacio de la Música Catalana (del año 2005 al 2011) y director titular del Coro de la Orquesta Ciudad de Granada (entre el año 2006 y el 2012).
Como director invitado, Mestre ha estado al frente de formaciones como la Orquesta Ciudad de Granada, la Orquestra Nacional Clàssica d'Andorra, la Orquestra Terrassa 48, la Orquesta Barroca de Barcelona, la Orquesta Sinfónica Camerata XXI o la Orquesta de Gerona, entre otras agrupaciones vocales y sinfónicas, obteniendo los elogios del público y de la crítica especializada. Ha ofrecido conciertos como director invitado asimismo en las temporadas de ópera del Teatro Principal de Palma y del Teatro Principal de Mahón, así como en varios cursos y festivales nacionales e internacionales. Por otra parte, ha realizado grabaciones tanto para sellos discográficos —como Columna Música—, como para las radios austríaca y sudafricana, y para Radio Clásica y Catalunya Música.
Actualmente, es profesor de dirección y director musical del Taller de Ópera en la Escuela Superior de Música de Cataluña (ESMUC) y ha dirigido diversos conjuntos de esta institución educativa. Desde 2013 es, además, director titular de la Coral Càrmina de Barcelona.

## Discografía
- 2007 - XII Semana Internacional de Órgano de Granada, con David Malet —órgano—, al frente del Coro de la Orquesta Ciudad de Granada (CajaGranada)[4]
- 2007 - Transatlántida: cantata para coro y orquesta de Baltasar Babiloi, al frente de la Orquesta Ciudad de Granada y de los Coros Infantiles y Juveniles de la Coordinadora Provincial de Coros de Granada.[4]
- 2006 - La gazzetta de Gioacchino Rossini, con Cinzia Forte, Bruno Praticò, Pietro Spagnoli, Charles Workman, Agata Bienkowsta, Marisa Martins, Simón Orfila y Marc Canturri; Dario Fo —director de escena—, Maurizio Barbacini —director musical— y Daniel Mestre —director asistente—; Coro y la Orquesta del Gran Teatro del Liceo (Opus Arte)[4]
- 2009 - L'elisir d'amore de Gaetano Donizzeti, con Maria Bayo, Rolando Villazón, Jean-Luc Chaignaud, Bruno Praticò, Cristina Obregón y José Luis Pérez; Mario Gas —director de escena—, Daniele Callegari —director musical— y Daniel Mestre —director asistente—; Coro y la Orquesta del Gran Teatro del Liceo (Virgin Classics)[4]
- 2009 - Il califfo di Bagdad de Manuel del Pópolo García, con Milena Storti, Emiliano González Toro, Manuela Kuster, Anna Chierchetti, José Manuel Zapata, Mario Cassi y David Rubiera; Coro de la Orquesta Ciudad de Granada —Daniel Mestre, director— y Les Talens Lyriques —Christophe Rousset, director— (Archiv Produktion; Premio CD Compact 2009 a la recuperación del patrimonio histórico musical)[4]
- 2009 - Cantica Sacra: 1000 anys de música sacra a Catalunya, al frente del Cor de Cambra Fòrum Vocal (Columna Música)[4]
- 2012 - Concert d'orgue i orquestra, con Joan Paradell —órgano—, al frente de la Orquestra Terres de Marca (Contrapunt)[4]
- 2012 - Orfeo ed Euridice de Christoph Willibald Gluck, con Anita Rachvelishvili, Maite Alberola y Auxiliadora Toledano; Coro de Cámara del Palacio de la Música Catalana —Jordi Casas, director—, Orquesta BandArt —Gordan Nikolic, director; Daniel Mestre, director asistente— y La Fura dels Baus —Carlus Padrissa, director de escena— (Unitel Classica)[4]
- 2015 - Concert del tricentenari 1714-2014, con la Orquesta Sinfónica de Barcelona —Salvador Brotons, director—, Coral Càrmina Daniel Mestre, director—, Coral Jove de Granollers —Josep Vila, director— y Cor Jove Amics de la Unió —David Gómez, director— (Limit Records)[4]